# 小行星5744
小行星5744（英語：5744 Yorimasa）是一颗围绕太阳公转的小行星。1990年12月14日，A. Natori、浦田武在清水町发现了此天体。
这颗小行星的绝对星等为219.89627等。